# 66652 Borasisi
66652 Borasisi è un oggetto cubewano della fascia di Kuiper di natura binaria. Scoperto nel 1999, presenta un'orbita caratterizzata da un semiasse maggiore pari a 43,9968851 UA e da un'eccentricità di 0,0895691, inclinata di 0,56253° rispetto all'eclittica.
Keith S. Noll, Denise C. Stephens, Will M. Grundy e Ian P. Griffin, analizzando immagini riprese dal telescopio Hubble, hanno individuato nel 2003 un satellite che ha ricevuto la designazione provvisoria di S/2004 (66652) 1 per poi essere ribattezzato (66652) I Pabu. Il satellite ha un diametro di 120 km che è di poco inferiore a quello della componente principale per cui è stato stimato un diametro massimo di 180 km. Il satellite orbita ad una distanza di circa 4500 km, impiegando circa 46 giorni a completare una rivoluzione.
L'asteroide e la sua luna prendono il nome dalle due divinità che impersonificano il Sole e la Luna nel romanzo di fantascienza Ghiaccio-nove di Kurt Vonnegut.